# DragonFly BSD
DragonFly BSD este a distribuție dezvoltată din FreeBSD de către Matt Dillon. Matt, un programator pe FreeBSD și Amiga din 1994, a început să lucreze la DragonFly BSD din iunie 2003.